# Estéron
L'Estéron (in italiano Esterone, ormai desueto) è un fiume della Francia, affluente di destra del Var: il secondo più grande dopo il Tinea. Il fiume scorre quasi interamente nel dipartimento francese delle Alpi Marittime, ed ha una lunghezza di appena 67 km.
Le sorgenti dell'Estéron sono situate nel comune di Soleilhas nel dipartimento delle Alpi dell'Alta Provenza a circa 1.600 metri di altitudine sul versante orientale della Montagne de Teillon. Con andamento Ovest-Est, l'Estéron imbocca poi la stretta valle omonima, lambendo i centri di Saint-Auban, Sigale, Roquestéron e finendo per sfociare nel Var nel comune di Le Broc, una quindicina di chilometri a nordovest di Nizza.

## Storia
Il corso del fiume Estéron è stato scelto come frontiera tra il regno di Francia e la Contea di Nizza, e quindi come limite territoriale della Francia con il Regno di Piemonte-Sardegna, fra Aiglun e Le Broc, con il Trattato di Torino del 1760, ed il confine interstatale è rimasto tale fino al 1860, anno di cessione del Nizzardo a Napoleone III.
La riva sinistra dell'Esterone, secondo il corso delle acque, costituisce pertanto il limite fisico della Regione geografica italiana, già stabilita peraltro storicamente come tale dall'imperatore Augusto nel 27 a.C., avendolo fissato tra il Var ed il suo secondo affluente di destra, l'Estéron.

## Etimologia
Riguardo all'origine dell'idronimo, il nome di "Estéron", che è un fiume incassato fra gole, sembra apparentato a quello del Massiccio dell'Esterel in Provenza, analogamente all'oronimo tedesco della montagna denominata "Estergebirge" in Baviera, ed alla base vi è secondo i linguisti la radice *ezter- "gola" dei toponimi baschi Ezterenzubi, Ezterengibel.